# Kasungu
Kasungu is een stad in Malawi en is de hoofdplaats van het gelijknamige district Kasungu.
Kasungu telt naar schatting 60.000 inwoners.